# 10975 Schelderode
10975 Schelderode (tên chỉ định: 2246 T-2) là một tiểu hành tinh vành đai chính. Nó được phát hiện bởi Cornelis Johannes van Houten, Ingrid van Houten-Groeneveld, và Tom Gehrels ở Đài thiên văn Palomar ở Quận San Diego, California, ngày 29 tháng 9 năm 1973. Nó được đặt theo tên the Belgian village of Schelderode gần Scheldt River ở Flanders.